# The Prince of Pennsylvania
El Príncipe de Pensilvania es una tragicomedia de 1988, obra dirigida por Ron Nyswaner. Protagonizada por Fred Ward, Keanu Reeves, Bonnie Bedelia y Amy Madigan.

## Argumento
Rupert Marshetta (Keanu Reeves) es el miembro rebelde de una (aparentemente) perfecta familia de clase trabajadora,  está frustrado con sus padres, especialmente su papá (Fred Ward), y no encaja con otros jóvenes. Esta enamorado de una mujer mayor, Carla (Amy Madigan). Un día el papá le dice a Rupert que se ve a sí mismo como el rey de Pensilvania, su mujer como la reina, y Rupert como el príncipe quién heredará su reino. Rupert le muestra un viejo tráiler y le pregunta que sí vende la tierra, qué  hará con el dinero. Cada vez más frustrado de cómo le está yendo en la vida, Rupert planea con Carla secuestrar a su padre para conseguir dinero y disfrutar un futuro juntos. El aguarda en el tráiler viejo., entretanto, Rupert descubre que la tierra ya ha sido vendida y el dinero no está en ninguna parte. El papá es entonces llevado a la mina donde trabaja y aguarda cerca un baño portátil. Rupert finalmente piensa el dinero ha sido escondido en el baño, donde lo encerraron. Prepara dinamita para volar el baño. Trabajadores de rescate de la mina y la policía llegan a la escena.

## Reparto
- Fred Ward como Gary Marshetta.
- Keanu Reeves como Rupert Marshetta.
- Bonnie Bedelia como Pam Marshetta.
- Amy Madigan como Carla Headlee.
- Jay O. Sanders como Trooper Joe.
- Jeff Hayenga como Jack Sike.
- Tracey Ellis como Lois Sike.
- Joseph De Lisi como Roger Marshetta.
- Don Brockett como Tony Minetta.

## Producción
Thomas Newman escribió la música para la película. Esta fue filmada en Pittsburgh.